# Liste der Monuments historiques in Poinson-lès-Nogent
Die Liste der Monuments historiques in Poinson-lès-Nogent führt die Monuments historiques in der französischen Gemeinde Poinson-lès-Nogent auf.

## Liste der Objekte
| Bezeichnung                | Beschreibung                                                                        | Standort                      | Kennzeichnung | Schutzstatus | Datum | Bild |
| -------------------------- | ----------------------------------------------------------------------------------- | ----------------------------- | ------------- | ------------ | ----- | ---- |
| Zwölf-Apostel-Retabel      | Stein, zweite Hälfte des 15. Jahrhunderts                                           | in der Kirche St-Léger (Lage) | PM52001002    | Classé       | 1979  |      |
| Hauptaltar                 | Altartisch, Altaraufbau und Tabernakel; Holz, farbig gefasst und vergoldet, um 1700 | in der Kirche St-Léger (Lage) | PM52000999    | Classé       | 1970  |      |
| Skulptur Madonna mit Kind  | Holz, farbig gefasst und vergoldet, 18. Jahrhundert, Antoine Besançon zugeschrieben | in der Kirche St-Léger (Lage) | PM52001000    | Classé       | 1970  |      |
| Skulptur Heiliger Leodegar | Holz, farbig gefasst und vergoldet, 18. Jahrhundert, Antoine Besançon zugeschrieben | in der Kirche St-Léger (Lage) | PM52001001    | Classé       | 1970  |      |